# Cladomyrma scopulosa
Cladomyrma scopulosa is een mierensoort uit de onderfamilie van de schubmieren (Formicinae). De wetenschappelijke naam van de soort is voor het eerst geldig gepubliceerd in 2006 door Eguchi & Bui.